# Phenacorhamdia taphorni
Phenacorhamdia taphorni is een straalvinnige vissensoort uit de familie van antennemeervallen (Heptapteridae). De wetenschappelijke naam van de soort is voor het eerst geldig gepubliceerd in 2008 door DoNascimiento & Milani.